# Don't Talk Just Kiss
Don't Talk Just Kiss é uma música do grupo pop britânico Right Said Fred. Ela é a faixa n.08 do álbum Up. O back-vocal feminino desta música é da cantora de R&B Jocelyn Brown.
Em 1992, o videoclipe desta canção apareceu no Top 20 Brasil da MTV.

## Singles
UK CD (CD SNOG 2)
1. "Don't Talk Just Kiss" (7" mix) – 3:15
2. "Don't Talk Just Kiss" (Dick's Mix) – 7:16
3. "Don't Talk Just Kiss" (Miss Browns Dolly Mix-ture) – 4:59
4. "Don't Talk Just Kiss" (Beat-Nicked mix) – 4:34

UK 12" (12 SNOG 2)
1. "Don't Talk Just Kiss" (Dick's Mix)
2. "Don't Talk Just Kiss" (7" Mix)
3. "Don't Talk Just Kiss" (Miss Browns Dolly Mix-ture)
4. "Don't Talk Just Kiss" (Beat-Nicked mix)

UK 7" (SNOG 2)
1. "Don't Talk Just Kiss"
2. "Don't Talk Just Kiss" (instrumental)

U.S. 12"
1. "Don't Talk Just Kiss" (Suck Face Extended Mix) – 6:15
2. "Don't Talk Just Kiss" (Deep Throat Mix) – 4:33
3. "Don't Talk Just Kiss" (Deep Throat Instrumental) – 4:38
4. "Don't Talk Just Kiss" (Dick's 12" Mix) – 7:10
5. "Don't Talk Just Kiss" (Miss Brown's Dolly Mix-ture) – 4:30
6. "Don't Talk Just Kiss" (Fredo's Vocal Dub) – 4:40

U.S. CD
1. "Don't Talk Just Kiss" (7" UK Version) – 3:13
2. "Don't Talk Just Kiss" (7" Dance Mix) – 3:32
3. "Don't Talk Just Kiss" (Deep Throat Mix) – 4:35
4. "Don't Talk Just Kiss" (Suck Face 12" Mix) – 6:18
5. "Don't Talk Just Kiss" (Fredo's Vocal Dub) – 4:41
6. "Don't Talk Just Kiss" (Dick's 12" Mix) – 7:14

## Desempenho nas Paradas Musicais
| Ano  | Canção                  | Posição na Parada Musical | Posição na Parada Musical | Posição na Parada Musical | Posição na Parada Musical | Posição na Parada Musical |
| Ano  | Canção                  | Media-Control-Charts      | Ö3 Austria Top 40         | Schweizer Hitparade       | UK Top 40                 | Billboard Hot 100         |
| ---- | ----------------------- | ------------------------- | ------------------------- | ------------------------- | ------------------------- | ------------------------- |
| 1991 | Don't Talk Just Kiss Up | 2                         | 5                         | 7                         | 3                         | 76                        |